# Чернук
Чернук (рум. Cernuc) — село у повіті Селаж в Румунії. Входить до складу комуни Гирбоу.
Село розташоване на відстані 362 км на північний захід від Бухареста, 32 км на схід від Залеу, 40 км на північ від Клуж-Напоки.

## Населення
За даними перепису населення 2002 року у селі проживали 278 осіб.
Національний склад населення села:
| Національність | Кількість осіб | Відсоток |
| -------------- | -------------- | -------- |
| румуни         | 238            | 85,6%    |
| цигани         | 40             | 14,4%    |

Рідною мовою назвали:
| Мова      | Кількість осіб | Відсоток |
| --------- | -------------- | -------- |
| румунська | 245            | 88,1%    |
| циганська | 33             | 11,9%    |